# 三门峡站
三门峡站是一个陇海铁路上的铁路车站，位于河南省三门峡市湖滨区黄河东路，建于1927年，目前为二等站，邮政编码为472000。目前客运：办理旅客乘降；行李、包裹托运；货运：办理整车、零担、集装箱货物发到；办理整车货物承运前保管；不办理罐装危险货物到达。

## 客运分流
由于三门峡站周围的三门峡市、平陆县、运城市等地的居民均需从此站乘车出行，而车站规模又偏小，暂时无法扩建，所以经郑州铁路局与三门峡政府商议后决定，将位于距三门峡不远的陕县站更名为三门峡西站，以分担三门峡站的密集客流。徐兰高速铁路开通后，新设三门峡南站，进一步缓解了三门峡市铁路客运运能紧张的情况。

## 建筑保护
2018年3月19日，车站以“三门峡火车站”的名义被三门峡市人民政府公布为三门峡市第一批历史建筑。